# سلیمان ضیاء ابراهیمی
سلیمان ضیا ابرهیمی  معروف به ‌‌ضیا الواعظین  از سیاستمداران ایرانی بود، که در دوره‌ پانزدهم بعنوان نماینده جیرفت در مجلس شورای ملی حضور داشت.